# 横尾和伸
横尾 和伸（よこお かずのぶ、1949年〈昭和24年〉9月22日 - 1998年〈平成10年〉4月1日）は、日本の政治家。元参議院議員（1期）。

## 来歴
東京都台東区浅草出身。
東京工業大学工学部卒業後、厚生省に入省。課長補佐、政策課企画官などを経て、厚生省を退職して公明党福岡県副書記長に就任する。
1992年の第16回参議院議員通常選挙に福岡県選挙区から公明党公認で立候補し、当選する。その後、公明党の分党に伴い公明（参議院会派は平成会）に所属したのち、1997年9月に浜四津敏子、山下栄一とともに新進党に合流。同年12月の新進党解党後は、黎明クラブを経て再び公明に所属した。
1期限りでの引退を表明していたが、任期満了直前の1998年4月1日、呼吸不全のため、入院先の済生会福岡総合病院で死去した。48歳没。哀悼演説は同年4月24日の参議院本会議で倉田寛之により行われた。